# Tangarestruikgors
De tangarestruikgors (Oreothraupis arremonops) is een zangvogel uit de familie Thraupidae (tangaren).

## Verspreiding en leefgebied
Deze soort komt voor op de Pacifische helling van de westelijke Andes van Colombia en noordwestelijk Ecuador.